# Новоалександровка (станция)
Новоалександровка (с 1911 по 1946 — Конума яп. 小沼, с 1946 по 1950 — Ново-Александровск, с 1950 по 1953 — Ново-Александровка) — узловая железнодорожная станция Сахалинского региона Дальневосточной железной дороги, проходит по планировочному району (Ново-Александровск).

## История
Станция открыта в 1911 году в составе пускового участка Южно-Сахалинск (Тоёхара) — Долинск (Отиай). Вскоре от станции было проложено ответвление до Синегорска.

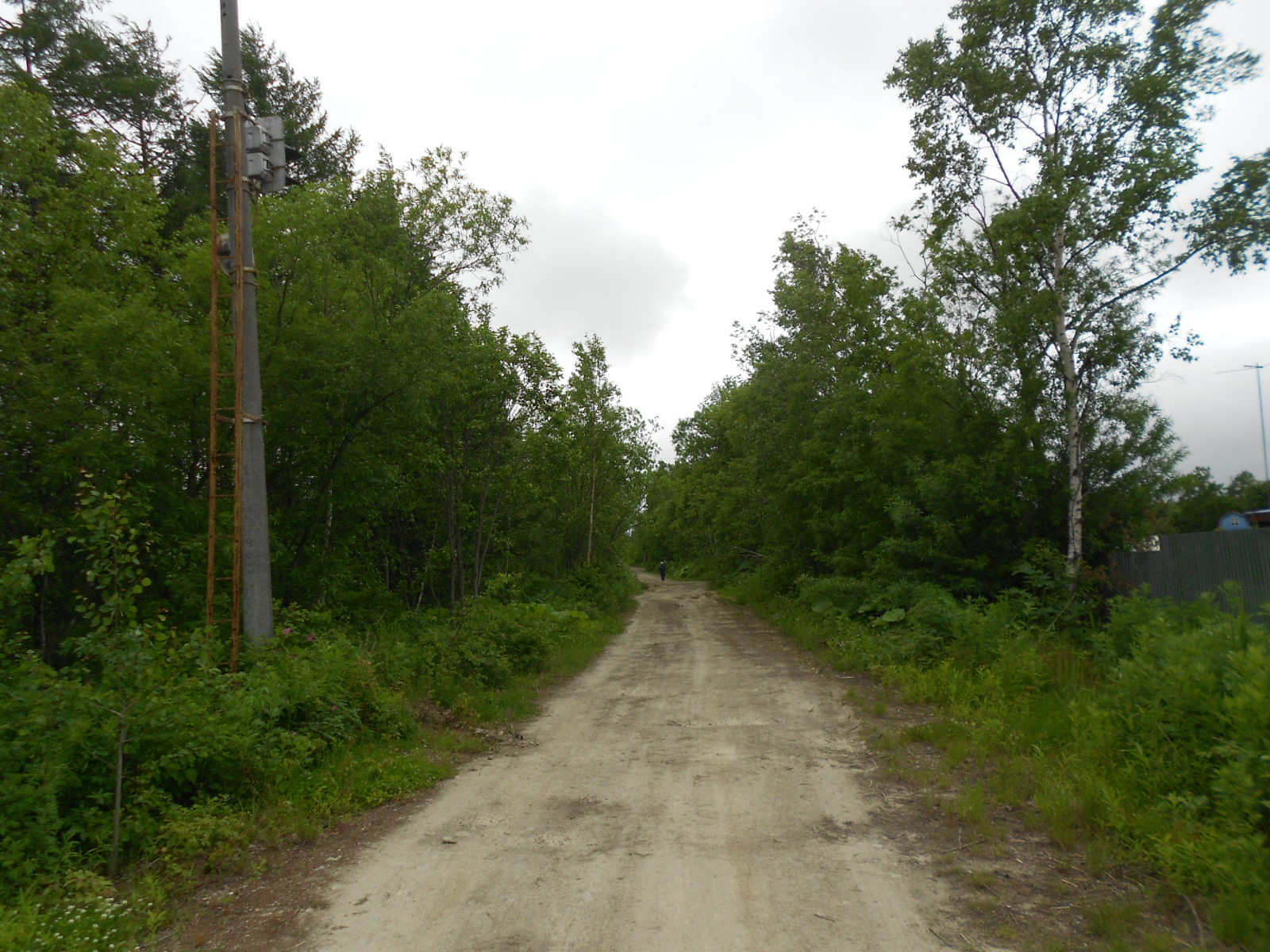
Линия на Синегорск стала грунтовой дорогой, виден входной светофор Новоалександровки (2016)

В 2011 или 2012 году линия на Синегорск отрезана от станции.

## Деятельность
Со станции осуществляются небольшие грузовые отправления со складов и открытых площадок.

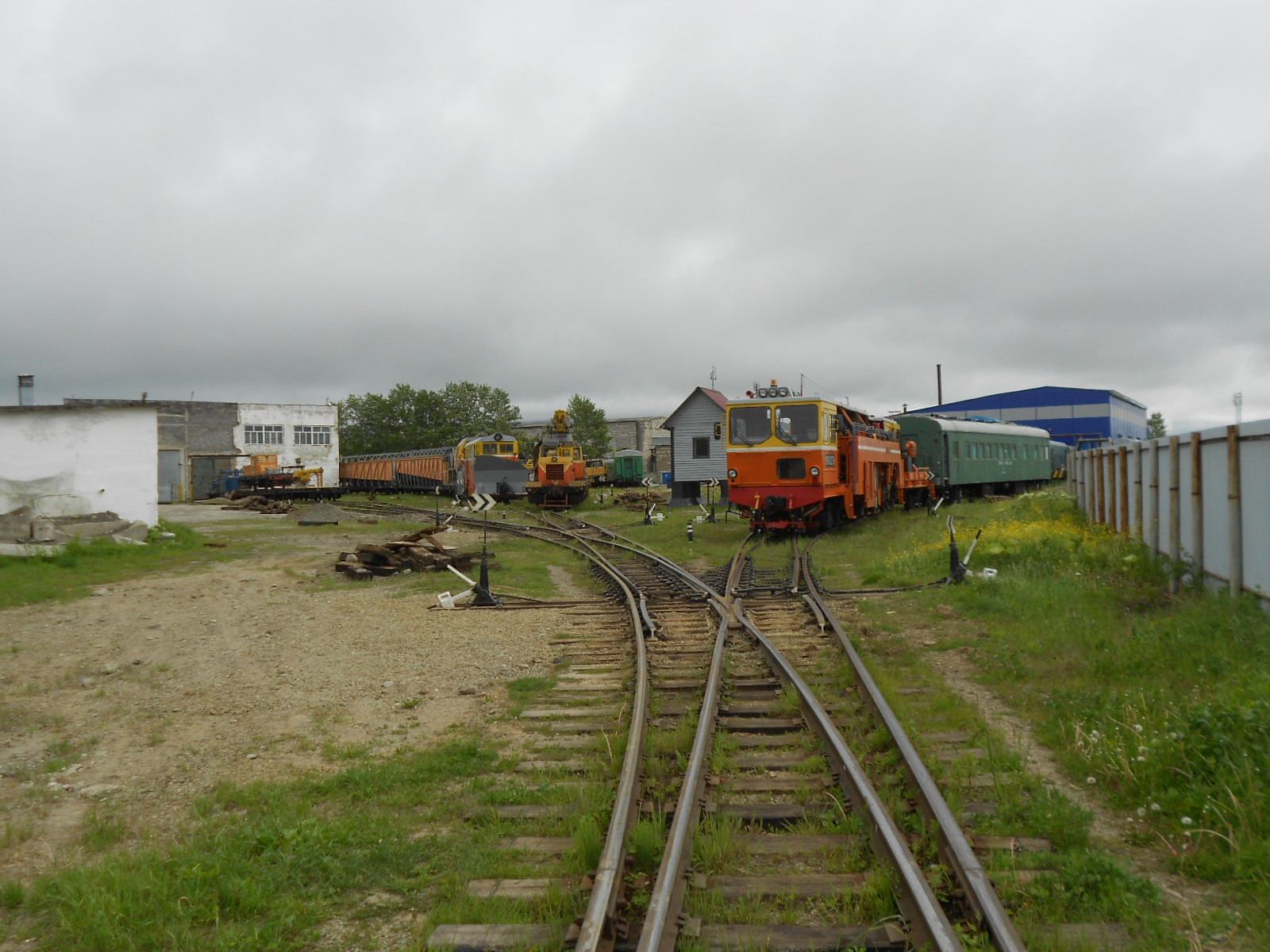
Депо для путевых машин на станции Новоалександровка (2016)

Пассажирское сообщение по станции представлено пассажирскими поездами, курсирующими от Южно-Сахалинска до Тымовска (ежедневно), а также пригородными дизельными поездами Южно-Сахалинск — Томари (1 пара ежедневно). Скорый поезд № 001/002 Южно-Сахалинск — Ноглики на станции не останавливается.
До 1997 года от станции осуществлялось пассажирское сообщение до Синегорска. До 2019 года существовало паасажирское сообщение до Быкова.